# Skrytohutia wielkoucha
Skrytohutia wielkoucha (Mesocapromys auritus) – gatunek gryzonia z rodziny hutiowatych. W wydanej w 2015 roku przez Muzeum i Instytut Zoologii Polskiej Akademii Nauk publikacji „Polskie nazewnictwo ssaków świata” dla gatunku Mesocapromys auritus zaproponowano nazwę skrytohutia  wielkoucha. Skrytohutia wielkoucha jest roślinożecą. Zamieszkuje na wyspie Cayo Fragoso w archipelagu Archipelagu Sabana-Camagüey, w prowincji Las Villas, w rejonie centralno-północnego wybrzeża Kuby. Międzynarodowa Unia Ochrony Przyrody (IUCN) wymienia Mesocapromys auritus w Czerwonej księdze gatunków zagrożonych jako gatunek zagrożony (EN – endangered).

## Kariotyp
Garnitur chromosomowy skrytohutii wielkouchej tworzy 18 par (2n=36) chromosomów; FN=64.

## Budowa ciała
Skrytohutia wielkoucha jest gryzoniem o średniej wielkości.
Sierść w części grzbietowej jest w kolorze aguti, w części bocznej jaśniejsza, a na kończynach widoczne są długie białawe włosy. Wzdłuż grzbietu biegnie ciemniejszy pasek. Głowa jest jednolicie szaro-agouti, a ogon jest jaśniejszy – rdzawy lub pomarańczowy, z krótkim czarnym paskiem w tylnej części grzbietu. Część brzuszna jest biała, z nieco bardziej szarawym podszyciem. W rejonie pachwin wybarwienie jest blade. Ogon skrytohutii jest chwytny i osiąga wymiar równy około 69–74% długości tułowia wraz z głową. Poduszki łap przednich i tylnych są białawe lub lekko różowawe. Przednie łapy są zakończone czterema palcami, a tylne pięcioma. Samice mają 3 pary sutków – jedną boczną, jedną piersiową i jedną brzuszną.
|                                | średni wymiar |
| ------------------------------ | ------------- |
| długość ciała z głową i ogonem | 287 mm        |
| długość ogona                  | 198 mm        |
| masa ciała                     | do 1 kg       |

## Tryb życia
Skrytohutie wielkouche wiodą naziemny tryb życia. Wykazują aktywność wieczorem (rozpoczynającą się na godzinę przed zachodem słońca) i nocą. Sporadycznie mogą także być aktywne w ciągu dnia. Skrytohutia wielkoucha jest zwierzęciem społecznym. Żyje w grupach rodzinnych.

### Rozród
Skrytohutia wielkoucha może prowadzić rozród przez cały rok. Proporcja płci w obrębie miotu 1:1. Jedno zbadane przez naukowców młode miało po porodzie masę ciała 61 g.

## Rozmieszczenie geograficzne
Skrytohutia wielkoucha zamieszkuje wyspę Cayo Fragoso w archipelagu Archipelagu Sabana-Camagüey, w prowincji Las Villas, w rejonie centralno-północnego wybrzeża Kuby. W 1988 gatunek introdukowano w Cayo Pasaje i Cayo Sagra w centralno-północnej części Kuby.

## Ekologia
Skrytohutie wielkouche są roślinożercami. Żywią się prawie wyłącznie korzeniarą (Rhizophora), mangrowcem Laguncularia racemosa z rodziny trudziczkowatych oraz rzadziej Avicennia germinans z akantowatych. Żerują nisko przy gruncie. Chętnie obgryzają korę u podstawy drzew.

### Siedlisko
Skrytohutia wielkoucha buduje naziemne gniazda z gałązek Rhizophora mangle. Gniazda są duże. W zależności od wielkości dostępnego siedliska mogą osiągać rozmiary od 61×42 do 197×281 cm.

## Ochrona
Międzynarodowa Unia Ochrony Przyrody (IUCN) wymienia Mesocapromys auritus w Czerwonej księdze gatunków zagrożonych jako gatunek zagrożony (EN – endangered).
W 1990 liczbę gniazd oszacowano na 115 (około 600–800 zwierząt), a w 2009 odnotowano wzrost ich liczby do 330 (co pozwala na oszacowanie wielkości populacji na 660–1320 osobników).